# Terstraten (Nederland)
Terstraten, in het Limburgs Tersjtraote geheten, is een gehucht behorende tot de gemeente Beekdaelen, in de Nederlandse provincie Limburg. Het is een van de zogenaamde Bovengehuchten van Nuth.
Alle bebouwing ligt aan de straat Terstraten, die via een holle weg loopt tot aan de Maastrichterweg. Op een pleintje midden tussen de bebouwing staat een wegkruis onder een boom.
Terstraten is in 1969 aangewezen als beschermd dorpsgezicht. Vanwege de vele goed bewaarde vakwerkboerderijen en spekhuizen uit de 18de eeuw staat het gehucht bekend als een schildersparadijs.
Langs Helle, Brand, Terstraten en Tervoorst stroomt de Platsbeek.
Het Pieterpad voert door Terstraten met de etappe Spaubeek - Schimmert en volgt dan de Branterweg en de Platsbeek..
In 1952 werd een van de schuren in het gehucht gesloopt, om later weer opgebouwd te worden in het Nederlands Openluchtmuseum in Arnhem.

## Externe links

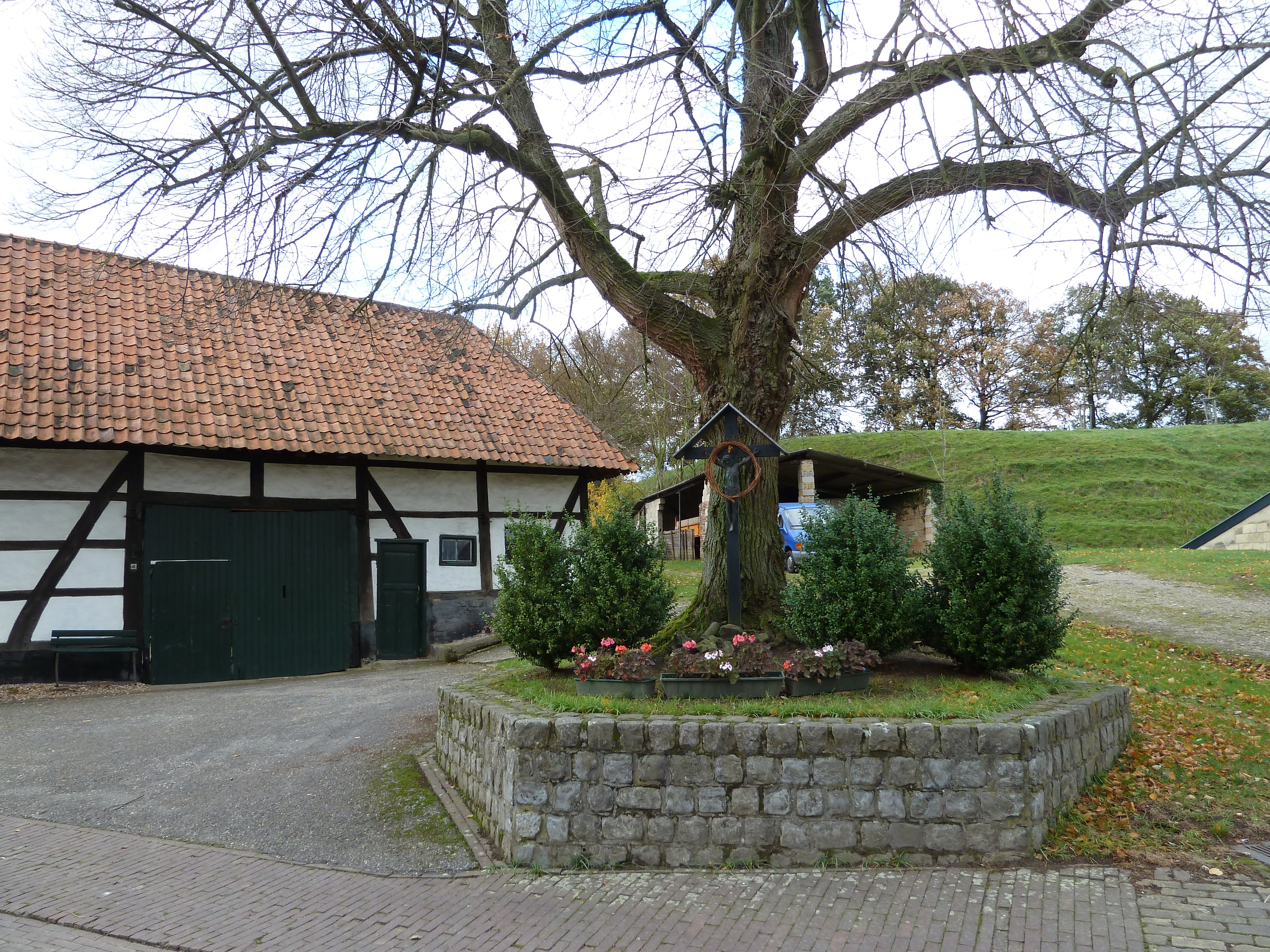
Wegkruis